# Mała Syrenka (film 2013)
Mała Syrenka (niem. Die kleine Meerjungfrau) – niemiecki film familijny z 2013 roku, należący do cyklu filmów telewizyjnych Najpiękniejsze baśnie braci Grimm. Film nie jest jednak adaptacją żadnego utworu braci Grimm, lecz baśni Hansa Christiana Andersena pt. Mała Syrenka.

## Fabuła
Pewnego dnia Mała Syrenka ratuje życie młodego, przystojnego Księcia Nikolasa. Oboje zakochują się w sobie od pierwszego wejrzenia. Dziewczyna jest zauroczona światem, z którego pochodzi jej ukochany i pragnie zrobić wszystko, aby z nim być. Postanawia więc zrezygnować ze swojego podwodnego życia i opuszcza swoją rodzinę i przyjaciół. Sytuację wykorzystuje podstępna morska wiedźma Mydra, która chce pomóc dziewczynie rozpocząć nowe życie, w nowym wcieleniu. Jednak wymaga od dziewczyny wysokiej zapłaty. 

## Obsada
- Zoe Moore: Syrenka
- Philipp Danne: książę Nikolas
- Meret Becker: czarownica Mydra
- Maria Ehrich: księżniczka Anneline
- Christian Steyer: król Sigismund
- Ben Becker: morski król
- Clara Gerst: Aquarella
- Björn von der Wellen jako Tönnes, przyjaciel księcia Nikolasa